# Architektura gotycka w Hiszpanii
|  |
|  |

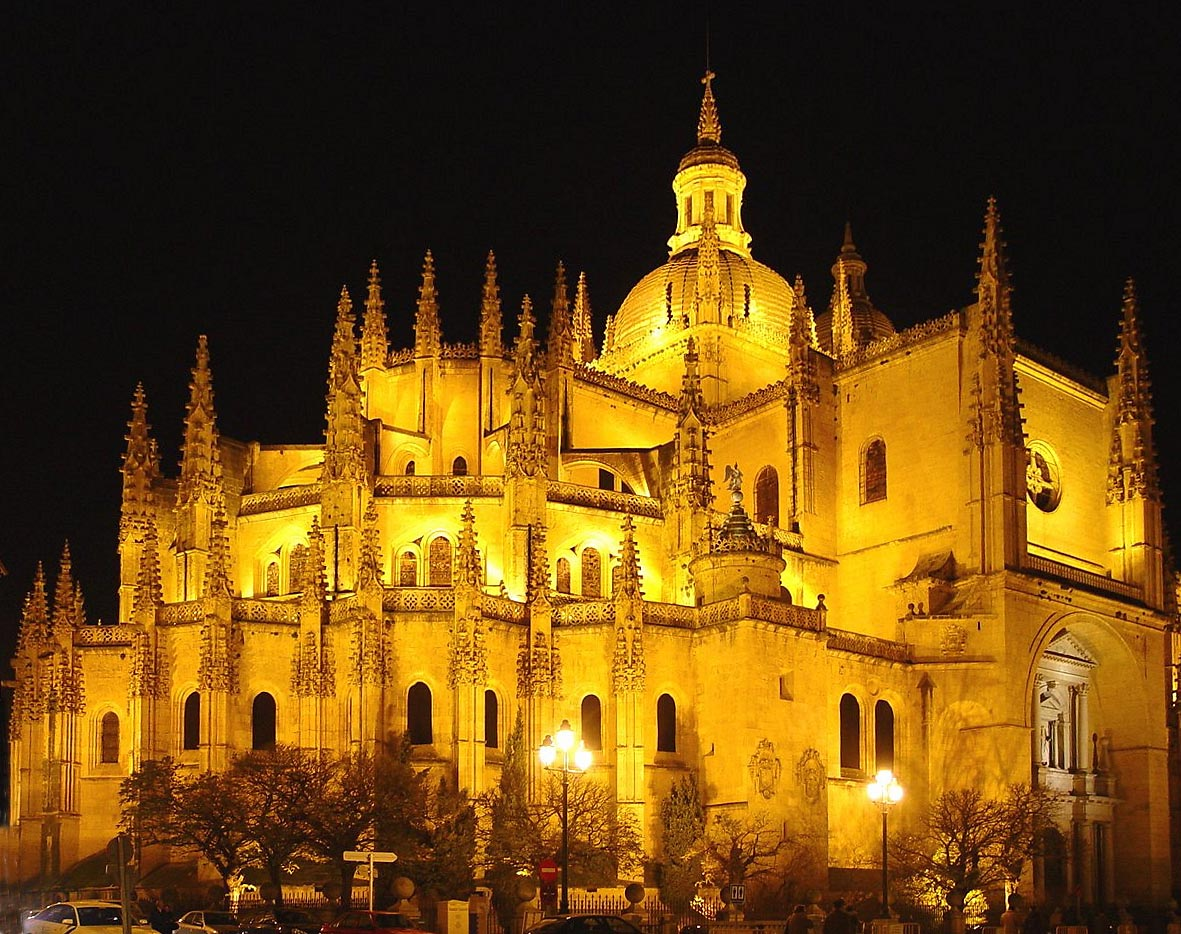
Katedra w Segowii

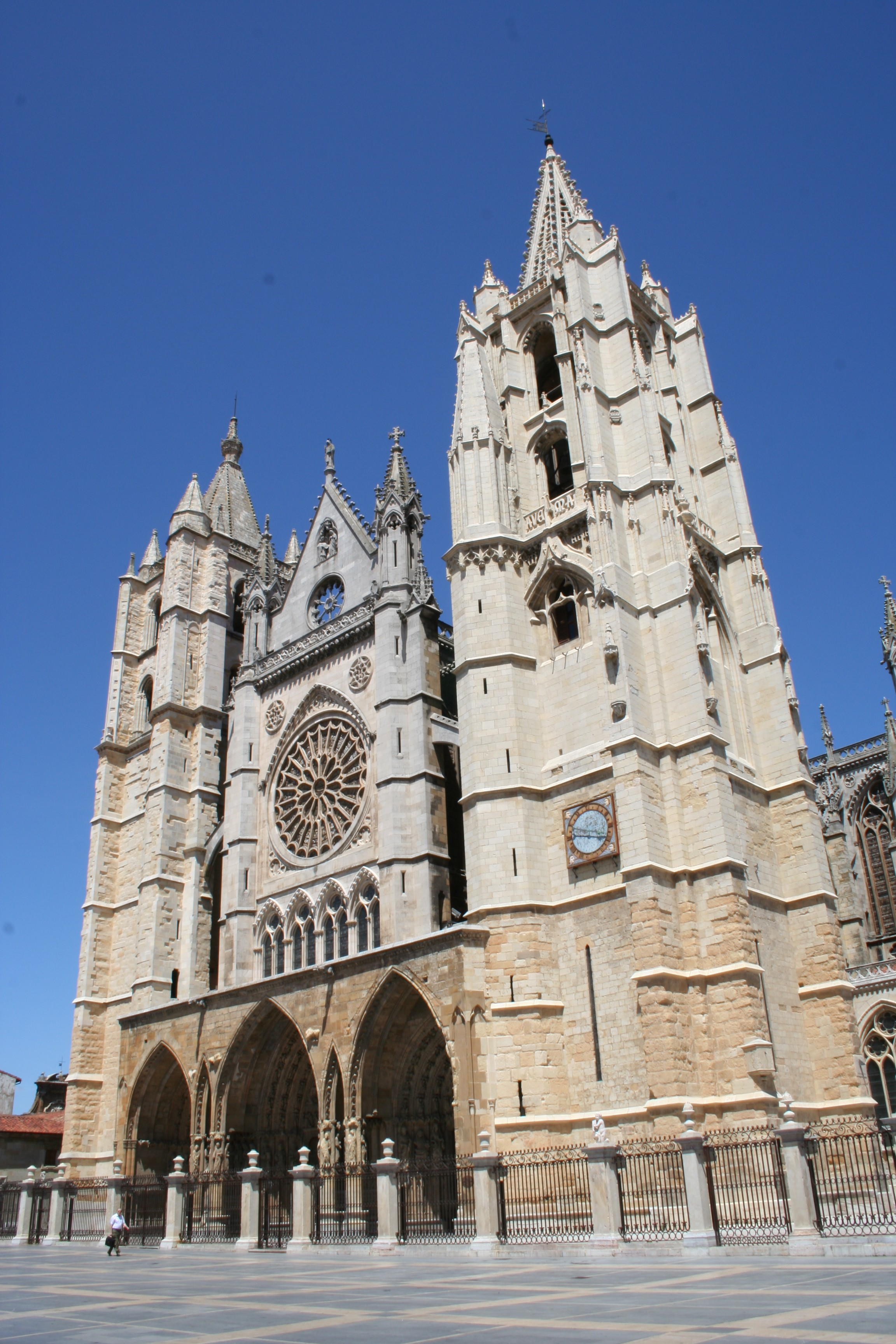
Katedra w León

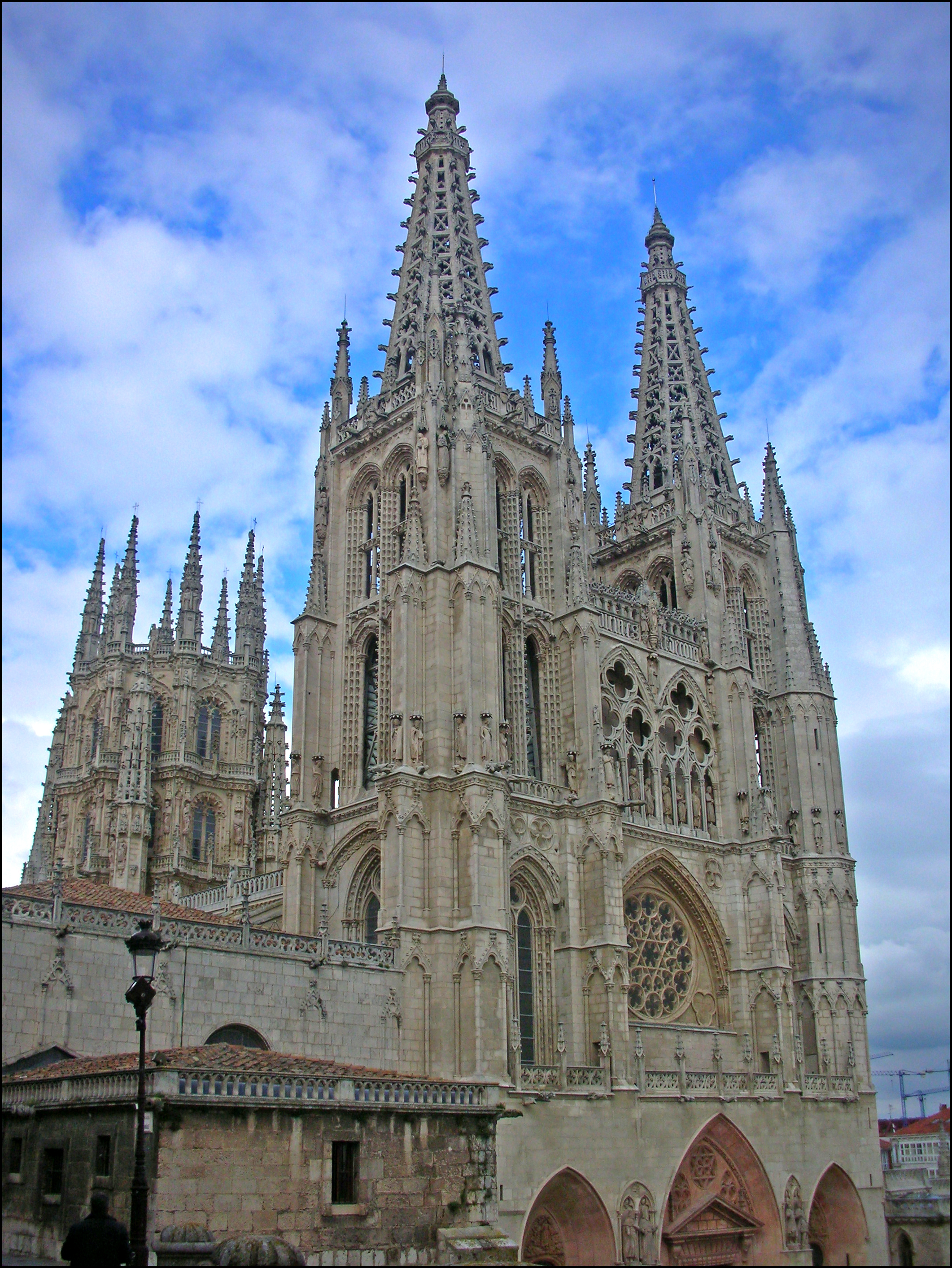
Katedra w Burgos

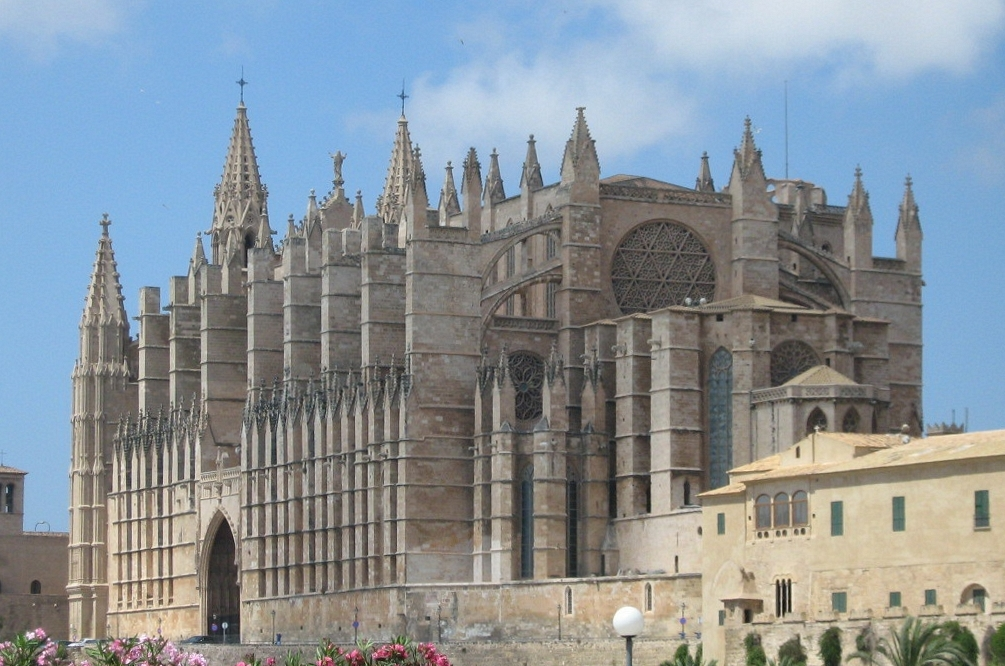
Katedra w Palma de Mallorca

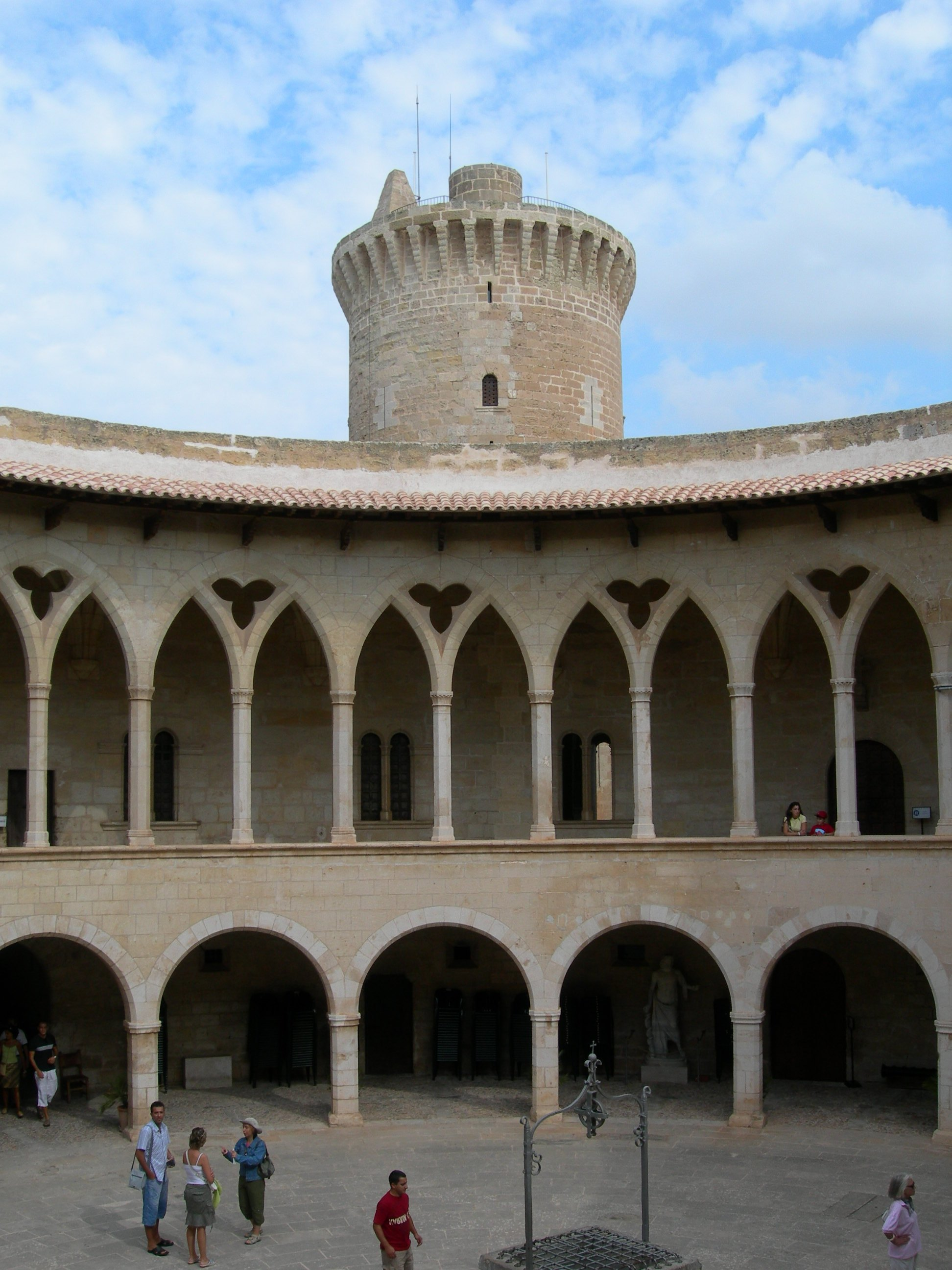
Wewnętrzny dziedziniec zamku Bellver w Palmie de Mallorca

Do Hiszpanii, podobnie jaki do wielu innych państw, architektura gotycka dotarła z Francji. Pierwsze budowle w tym stylu pojawiły się już w XII w., a czas trwania tradycji gotyckich sięga końca XV w. Styl ten z czasem przyswoił sobie wiele elementów ze szkoły flamandzkiej i nadreńskiej, a po mariażu z domem Plantagenetów widoczne są także wpływy idące z Anglii. Budowniczowie hiszpańscy wykorzystali także dawniejsze świątynie Arabów i Żydów, dostosowując je do potrzeb chrześcijaństwa. Gotyk w Hiszpanii, spotykając się regionalnymi tradycjami mauretańskimi, wytworzył tzw. styl mudejar, który przetrwał do okresu renesansu, przechodząc początkowo w fazę zwaną plateresco. W końcowej fazie gotyku, z połączenia mudejar z francuskim gotykiem płomienistym powstał styl zwany izabelińskim (od imienia królowej hiszpańskiej Izabeli Katolickiej).
Cechą charakterystyczną hiszpańskiego gotyku jest bogata dekoracyjność architektoniczna i często inny niż we Francji układ przestrzenny katedr.
Początki gotyku na terenie Hiszpanii związane są z działalnością zakonu cystersów i kontaktami władców i biskupów katalońskich z południem Francji (z Langwedocją i Prowansją) oraz kastylijskich z rejonem Andegawenii i Burgundii. Budowane w XII i XIII w. klasztory o układzie romańskim były niejednokrotnie przykrywane sklepieniami krzyżowo-żebrowymi. Do tego przejściowego okresu należą kastylijskie katedry w:
- Sigüenzy z fasadą zachodnią z dwiema masywnymi wieżami obronnymi,
- Ávili zamkniętą od strony prezbiterium cylindrycznym murem zwieńczonym trzema kondygnacjami blanek,
- Ciudad Rodrigo o nawach przykrytych czysto gotyckim sklepieniem (bez gurtów).

Do najstarszych zabytków architektury gotyckiej znajdujących się na terenie Hiszpanii należą:
- katedra w León, budowana od ok. 1254 r. (fundamenty absydy są nieco starsze) na wzór katedr francuskich z Amiens i Reims. Od strony zachodniej fasadę z trzema portalami flankują dwie wieże. Środkowy portal dzieli filar z rzeźbą Białej Madonny z 1270 r. Prezbiterium otacza wieniec pięciobocznych kaplic. Najcenniejszy jest zespół witraży o łącznej powierzchni ok. 1200 m² (najstarsze z nich zachowały się w rozecie fasady).
- katedra w Burgos, trójnawowa bazylika z transeptem, której budowę rozpoczęto w 1221 r. z inicjatywy króla Ferdynanda III i biskupa don Mauricio. Nawy przykryto sklepieniami krzyżowymi, a na skrzyżowaniu w XVI w. zbudowano ośmioboczną wieżę wspartą na trompach (cecha charakterystyczna dla gotyku w Hiszpanii). Dopiero w XV w. ukończono fasadę z dwiema wieżami zwieńczonymi ażurowymi hełmami nawiązującymi do gotyku niemieckiego i ośmioboczną kaplicę (Capilla del Constable) w stylu izabelińskim. Capilla del Constable zaprojektował Simón de Colonia. Jej gwiaździste sklepienie z ażurowym manswerkiem w środkowej części nawiązuje do architektury islamu a ośle grzbiety łuków ściennych są jedną z cech charakterystycznych dla stylu izabelińskiego. Wnętrze katedry w Burgos zdobią dekoracje nawiązujące do stylu flamboyant i mudejar. Kaplice boczne dobudowano w okresie późnego gotyku. Do katedry przylegają krużganki z XIV w.
- Katedra Najświętszej Marii Panny w Toledo zbudowana w latach 1227–1497 pięcionawowa bazylika i podwójnym obejściem zbudowanym na przedłużeniu naw bocznych. Do wnętrza od strony zachodniej prowadzą trzy portale, a od strony południowej Portal Lwów – dzieło Juana Alemána z 1466 r. Nawy boczne mają zróżnicowaną wysokość (zewnętrzne są niższe), a duże okna umieszczone w ścianach nawy głównej i transeptu znakomicie doświetlają bogato zdobione wnętrze. Ogromny ołtarz od nawy głównej oddziela lektorium. Od strony północnej do katedry przylegają krużganki obiegające wirydarz.

Historia kościoła w Cuence (konsekrowanego w 1208) to przykład wykorzystania istniejącej już świątyni mauretańskiej i dostosowania jej do potrzeb chrześcijaństwa. Prace zostały przeprowadzone przez architektów sprowadzonych przez żonę Alfonsa VIII, Eleonorę z rodu Plantagenetów. Stąd w katedrze można dostrzec wiele szczegółów wspólnych z gotykiem angielskim i normandzkim.
Katedra w Barcelonie budowana od 1298 do ok. 1450 to trójnawowa bazylika przecięta krótkim transeptem, którego ramiona tylko w niewielkim stopniu wychodzą poza obrys naw bocznych. Prezbiterium okala obejście z wieńcem kaplic. Na zakończeniach transeptu zbudowano masywne wieże. Trzecia wieża, podparta trompami, ustawiona została na pierwszym, od strony zachodu, przęśle nawy głównej (zamiast na skrzyżowaniu naw). Przypory umieszczono w obrysie budowli. Ich ściany oddzielają od siebie kaplice przylegające do naw bocznych. Inne są też proporcje naw, z których główna tylko w niewielkim stopniu przewyższa nawy boczne. Nad niskimi kaplicami umieszczono empory. Wnętrze katedry oświetlone jest rozproszonym światłem przedostającym się przez okna kaplic. Podobnie rozwiązano system przyporowy w jednonawowej katedrze w Gironie. Tu także pomiędzy skarpami umieszczono kaplice przylegające do nawy, którą kończy prezbiterium wraz z obejściem (szerokość nawy i prezbiterium z obejściem są sobie równe – 23,0 m, co stanowi znaczną rozpiętość). Dookoła obejścia rozplanowano wieniec siedmiu kaplic, dodatkowo po dwie umieszczono na wysokości przęseł prezbiterium. Wysokość nawy wynosi 34,0 m i przekrywa ją stosunkowo płaskie, kamienne sklepienie. Cechą charakterystyczną budowli katalońskich i aragońskich są wpuszczane do wnętrza przypory pełniące dodatkowo rolę ścian oddzielających boczne kaplice. Przestronne nawy o zbliżonych wysokościach przykrywają spłaszczone sklepienia albo drewniane konstrukcje sklepień pozornych opartych na poprzecznych łukach. Przestronne wnętrza są prostsze, bez nadmiernych dekoracji. Tak rozwiązana została katedra w Palma de Mallorca. Bryła budowli zdominowana filarami, łukami przyporowymi i skarpami kryje wnętrze o szerokiej (55,0 m), wysoko sklepionej nawie. Wnętrze rozświetla światło przechodzące przez wysokie okna w ścianach bocznych i ogromnej, wysoko umieszczonej, rozecie ściany wschodniej.
Katalońskie dzwonnice budowane w formie prostych graniastych wież zdobią tylko okna i niewielkie sterczyny. Przykładem takiej budowli jest Miguelete, dzwonnica katedry w Walencji. Zbudowana w latach 1381–1424 na planie ośmioboku z ostatnią kondygnacją wyposażoną w okna zwieńczone delikatnym fryzem złożonym z wimperg, łuków i maswerków.
Katedry w Salamance (ukończona dopiero w XVIII w.), Segowii (zbudowana w latach 1526–1617), Grenadzie należą już do późniejszego okresu, pomiędzy gotykiem a początkami renesansu.
Największym kościołem gotyckim w Hiszpanii jest katedra w Sewilli. Zbudowana została w latach 1402–1519 na miejscu meczetu, z którego zachowany został minaret przebudowany na dzwonnicę Giraldę. Pięcionawowa bazylika z przylegającymi do naw zewnętrznych kaplicami tworzy przestronne, właściwie siedmionawowe wnętrze. Przykrywa je sklepienie wyniesione nad nawę główną na wysokość 56,0 m. Nawy boczne są niewiele niższe. Prezbiterium zamyka prosta ściana. W latach 1524 – 1526 na skrzyżowaniu naw Juan Gila de Hontañón dobudował latarnię a sklepienie krzyżowe wzmocnił poprzez dodanie dekoracyjnych żeber w stylu płomienistym. Na wystrój architektoniczny składają się detale gotyckie i arabskie.
Oprócz budowli sakralnych w Hiszpanii zachowały się przykłady budowli świeckich. Wśród nich wyróżniają się obiekty obronne:
- alkazar w Segowii
- królewski zamek Bellver w Palmie de Mallorca zaprojektowany przez Pere Silva z pomieszczeniami mieszkalnymi zlokalizowanymi wokół kolistego, wewnętrznego dziedzińca. W sąsiadującej z apartamentami królewskimi, także cylindrycznej wieży, umieszczono pomieszczenia dla strażników.
- zamek królewski Olite zbudowany na początku XV wieku, zdobiony w stylu medejar
- brama w Walencji – Puerta de Serranos prowadząca do miasta od strony północnej, zbudowana w latach 1392–1398 na wzór wejścia do cysterskiego klasztoru w Poblecie
- brama w Toledo

oraz:
- dziedziniec Palau de Generalitat w Barcelonie, otoczony arkadowym krużgankami zbudowanymi w latach 1416–1425
- giełdy handlowe (lonja) w Walencji, Palmie de Mallorca o sklepieniach wspartych na filarach o spiralnych trzonach.

W budynkach mieszkalnych w miastach, zwłaszcza na południu kraju, zachowano układ mauretański – z wewnętrzym dziedzińcem i surową elewacją. Przykładem takiej budowli jest Casa de las Conchas – Dom Muszli, nazwany tak od rzeźbionych muszli zdobiących zewnętrzną elewację budowli. W podobny sposób została rozwiązana elewacja pałacu Infantado w Guadalajarze zbudowanego pod koniec XV wieku przez Juana Guasa, jednego z najważniejszych przedstawicieli stylu izabelińskiego.